# Saison 2018-2019 de l'AJ Auxerre
Maillots
Dernière mise à jour : 13 juin 2019.
Chronologie
Saison précédente Saison suivante
L'AJ Auxerre joue lors de la saison 2018-2019, sa septième saison consécutive en deuxième division. Francis Graille commence sa deuxième saison en tant que président du club et Pablo Correa sa première saison complète en tant d'entraîneur.

## Avant-saison
L'AJ Auxerre reprend le chemin de l'entraînement le 19 juin 2018. Durant l'avant-saison, le club effectue un stage en Espagne du 23 juin 2018 au 3 juillet 2018.

### Matchs amicaux
Le club dispute cinq matchs amicaux dans le cadre de la préparation de la saison 2018-2019. L'AJ Auxerre défie quatre clubs de Ligue 2 (AS Béziers, Le Havre AC, FC Metz et ESTAC Troyes) et un club de National 1 (FC Chambly Oise).
Détail des matchs
| 1er match                         | AJ Auxerre              | 1 - 0   | AS Béziers |                                                            |                                                            |
| Samedi 30 juin 2018 18:30 (UTC+2) | Bizet 20e               | (1 - 0) |            | Parc des Sports du Moulin à vent, Perpignan Vidéo du match | Parc des Sports du Moulin à vent, Perpignan Vidéo du match |
| Samedi 30 juin 2018 18:30 (UTC+2) | Rapport AJA Rapport ASB |         |            | Parc des Sports du Moulin à vent, Perpignan Vidéo du match | Parc des Sports du Moulin à vent, Perpignan Vidéo du match |

| 2e match                            | AJ Auxerre               | 1 - 0   | FC Chambly Oise |                                           |                                           |
| Samedi 7 juillet 2018 18:00 (UTC+2) | Philippoteaux 13e        | (1 - 0) |                 | Stade Fernand Sastre, Sens Vidéo du match | Stade Fernand Sastre, Sens Vidéo du match |
| Samedi 7 juillet 2018 18:00 (UTC+2) | Rapport AJA Rapport FCCO |         |                 | Stade Fernand Sastre, Sens Vidéo du match | Stade Fernand Sastre, Sens Vidéo du match |

| 3e match                            | AJ Auxerre              | 0 - 0   | Le Havre AC |                                          |                                          |
| Mardi 10 juillet 2018 17:15 (UTC+2) |                         | (0 - 0) |             | Stade Auguste Delaune, Brétigny-sur-Orge | Stade Auguste Delaune, Brétigny-sur-Orge |
| Mardi 10 juillet 2018 17:15 (UTC+2) | Rapport AJA Rapport HAC |         |             | Stade Auguste Delaune, Brétigny-sur-Orge | Stade Auguste Delaune, Brétigny-sur-Orge |

| 4e match                               | AJ Auxerre              | 0 - 0   | FC Metz |                                     |                                     |
| Vendredi 13 juillet 2018 17:45 (UTC+2) |                         | (0 - 0) |         | Stade Charles Jacquin, Saint-Dizier | Stade Charles Jacquin, Saint-Dizier |
| Vendredi 13 juillet 2018 17:45 (UTC+2) | Rapport AJA Rapport FCM |         |         | Stade Charles Jacquin, Saint-Dizier | Stade Charles Jacquin, Saint-Dizier |

| 5e match                               | ESTAC Troyes                        | 2 - 0   | AJ Auxerre |                                                                           |                                                                           |
| Vendredi 20 juillet 2018 18:30 (UTC+2) | Touzghar 15e · Ben Saada 60e (pen.) | (1 - 0) |            | Stade de l'Aube, Troyes Vidéo du match Arbitrage : Alexandre Perreau Niel | Stade de l'Aube, Troyes Vidéo du match Arbitrage : Alexandre Perreau Niel |
| Vendredi 20 juillet 2018 18:30 (UTC+2) | Rapport ESTAC                       |         |            | Stade de l'Aube, Troyes Vidéo du match Arbitrage : Alexandre Perreau Niel | Stade de l'Aube, Troyes Vidéo du match Arbitrage : Alexandre Perreau Niel |

Lors de la trêve internationale d'octobre, l'AJ Auxerre se déplace à Orléans afin de jouer un amical contre l'US Orléans. Le club renoue avec la victoire en gagnant sur le score de 3 à 1.
| Octobre 2018                   | US Orléans | 1 - 3   | AJ Auxerre                              |                             |                             |
| Vendredi 12 octobre 2018 16:00 | Tell 52e   | (0 - 2) | 19e Ketkeophomphone · 38e, 60e Dugimont | Stade de la Source, Orléans | Stade de la Source, Orléans |
| Vendredi 12 octobre 2018 16:00 | Rapport    |         |                                         | Stade de la Source, Orléans | Stade de la Source, Orléans |

## Transferts

### Mercato d'été
Ce tableau regroupe l'ensemble des transferts réalisés lors du mercato estival.
mise à jour: 22 septembre 2018
| Type    | Poste             | Nom                         | Âge | Nat.                                        | Transfert              | Durée        | Indemnité | Date          | Provenance/Destination           |
| ------- | ----------------- | --------------------------- | --- | ------------------------------------------- | ---------------------- | ------------ | --------- | ------------- | -------------------------------- |
| Départ  | Attaquant         | Pape Sané                   | 26  | Drapeau du Sénégal                          | Fin de prêt            |              |           | Mercato d'été | SM Caen (Ligue 1)                |
| Départ  | Défenseur central | Yaya Sané                   | 28  | Drapeau du Sénégal                          | Fin de prêt            |              |           | Mercato d'été | Bursaspor (Süper Lig)            |
| Départ  | Latéral droit     | Carlens Arcus               | 21  | Drapeau d'Haïti                             | Fin de prêt            |              |           | Mercato d'été | Cercle Bruges KSV (Division 1A)  |
| Départ  | Milieu de terrain | Zheng Jie                   | 22  | Drapeau de la République populaire de Chine | Fin de prêt            |              |           | Mercato d'été | Guangzhou Evergrande (CSL)       |
| Départ  | Défenseur         | Moussa Diallo               | 21  | Drapeau de la France                        | Fin de contrat         |              |           | Mercato d'été | Destination inconnue             |
| Départ  | Milieu de terrain | Ludovic Obraniak            | 33  | Drapeau de la Pologne                       | Fin de contrat         |              |           | Mercato d'été | Fin de carrière                  |
| Départ  | Milieu de terrain | Alexandre Vincent           | 24  | Drapeau de la France                        | Fin de contrat         |              |           | Mercato d'été | Stade Lavallois (National 1)     |
| Départ  | Attaquant         | Ivan Firer                  | 33  | Drapeau de la Slovénie                      | Résiliation de contrat |              |           | Mercato d'été | NK Rogaška (2.SNL)               |
| Départ  | Attaquant         | Florian Ayé                 | 21  | Drapeau de la France                        | Transfert              |              |           | Mercato d'été | Clermont Foot (Ligue 2)          |
| Départ  | Attaquant         | Ibrahim Sangaré             | 24  | Drapeau de la France                        | Transfert              | 2 ans (2020) |           | Mercato d'été | Giresunspor (Ptt 1.Lig)          |
| Départ  | Attaquant         | François-Xavier Fumu Tamuzo | 23  | Drapeau de la France                        | Prêt                   | 1 an (2019)  |           | Mercato d'été | US Quevilly-Rouen (National 1)   |
| Départ  | Défenseur         | Evan Ndicka                 | 18  | Drapeau de la France                        | Transfert              | 5 ans (2023) |           | Mercato d'été | Eintracht Francfort (Bundesliga) |
| Départ  | Gardien de but    | Xavier Lenogue              | 21  | Drapeau de la France                        | Transfert              |              |           | Mercato d'été | SPSHFC (National 2)              |
| Départ  | Milieu de terrain | Brahim Konaté               | 22  | Drapeau de la France                        | Transfert              | 3 ans (2021) |           | Mercato d'été | Chamois Niortais FC (Ligue 2)    |
| Départ  | Attaquant         | Romain Montiel              | 23  | Drapeau de la France                        | Prêt                   | 1 an (2019)  |           | Mercato d'été | Mans FC (National 1)             |
| Départ  | Gardien de but    | Zacharie Boucher            | 26  | Drapeau de la France                        | Prêt                   | 1 an (2019)  |           | Mercato d'été | Angers SCO (Ligue 1)             |
| Départ  | Milieu de terrain | Abdoulaye Sissako           | 20  | Drapeau de la France                        | Résiliation du contrat |              |           | Mercato d'été | LB Châteauroux (Ligue 2)         |
| Arrivée | Attaquant         | Romain Montiel              | 23  | Drapeau de la France                        | Fin de prêt            |              |           | Mercato d'été | FC Chambly (National 1)          |
| Arrivée | Milieu de terrain | Loïc Goujon                 | 21  | Drapeau de la France                        | Fin de prêt            |              |           | Mercato d'été | US Boulogne CO (National 1)      |
| Arrivée | Latéral droit     | Carlens Arcus               | 21  | Drapeau d'Haïti                             | Transfert              | 4 ans (2022) |           | Mercato d'été | Cercle Bruges KSV (Division 1A)  |
| Arrivée | Défenseur central | François Bellugou           | 31  | Drapeau de la France                        | Transfert              | 3 ans (2021) |           | Mercato d'été | ESTAC Troyes (Ligue 2)           |
| Arrivée | Attaquant         | Yanis Merdji                | 24  | Drapeau de l'Algérie                        | Transfert              | 3 ans (2021) |           | Mercato d'été | FBBP 01 (National 1)             |
| Arrivée | Milieu de terrain | Daniel Mancini              | 21  | Drapeau de l'Argentine                      | Prêt                   | 1 an (2019)  |           | Mercato d'été | Girondins de Bordeaux (Ligue 1)  |
| Arrivée | Milieu de terrain | Julien Féret                | 36  | Drapeau de la France                        | Joueur libre           | 1 an (2019)  |           | Mercato d'été | SM Caen (Ligue 1)                |
| Arrivée | Attaquant         | Rémy Dugimont               | 32  | Drapeau de la France                        | Transfert              | 3 ans (2021) |           | Mercato d'été | Clermont Foot (Ligue 2)          |
| Arrivée | Défenseur         | Samuel Souprayen            | 29  | Drapeau de la France                        | Transfert              |              |           | Mercato d'été | Hellas Vérone (Serie B)          |
| Arrivée | Milieu de terrain | Billy Ketkeophomphone       | 28  | Drapeau de la France                        | Transfert              |              |           | Mercato d'été | Angers SCO (Ligue 1)             |
| Arrivée | Gardien de but    | Mathieu Michel              | 26  | Drapeau de la France                        | Transfert              | 3 ans (2021) |           | Mercato d'été | Angers SCO (Ligue 1)             |
| Type    | Poste             | Nom                         | Âge | Nat.                                        | Transfert              | Durée        | Indemnité | Date          | Provenance/Destination           |

Âge = âge au moment du transfert; Nat. = nationalité; Date = date ou période du transfert ( = mercato d'été;  = mercato d'hiver)
ArrivéeDépart

### Mercato d'hiver
Ce tableau regroupe l'ensemble des transferts réalisés lors du mercato hivernal.
mise à jour: 13 juin 2019
| Type    | Poste          | Nom              | Âge | Nat.                                        | Transfert              | Durée | Indemnité | Date            | Provenance/Destination           |
| ------- | -------------- | ---------------- | --- | ------------------------------------------- | ---------------------- | ----- | --------- | --------------- | -------------------------------- |
| Départ  | Gardien de but | Quentin Westberg | 32  | Drapeau des États-Unis                      | Résiliation du contrat |       |           | Mercato d'hiver | Toronto FC (Major League Soccer) |
| Arrivée | Attaquant      | Ji Xiaoxuan      | 25  | Drapeau de la République populaire de Chine | Joueur libre           |       |           | Mercato d'hiver | Zhejiang Yiteng FC (Ligue Jia)   |
| Type    | Poste          | Nom              | Âge | Nat.                                        | Transfert              | Durée | Indemnité | Date            | Provenance/Destination           |

Âge = âge au moment du transfert; Nat. = nationalité; Date = date ou période du transfert ( = mercato d'été;  = mercato d'hiver)
ArrivéeDépart

## Effectif de la saison 2018-2019
Âge au 1er juin 2019.

## Compétitions

### Ligue 2

#### Classement général
Source : Classement officiel sur le site de la LFP.
| Rang | Équipe                 | Pts | J  | G  | N  | P  | Bp | Bc | Diff |
| ---- | ---------------------- | --- | -- | -- | -- | -- | -- | -- | ---- |
| 1    | FC Metz R              | 81  | 38 | 24 | 9  | 5  | 60 | 23 | +37  |
| 2    | Stade Brestois 29      | 74  | 38 | 21 | 11 | 6  | 64 | 35 | +29  |
| 3    | ES Troyes AC R         | 71  | 38 | 21 | 8  | 9  | 51 | 28 | +23  |
| 4    | Paris FC               | 65  | 38 | 17 | 14 | 7  | 36 | 22 | +14  |
| 5    | RC Lens                | 63  | 38 | 18 | 9  | 11 | 49 | 28 | +21  |
| 6    | FC Lorient             | 63  | 38 | 17 | 12 | 9  | 51 | 41 | +10  |
| 7    | Le Havre AC            | 54  | 38 | 13 | 15 | 10 | 45 | 40 | +5   |
| 8    | US Orléans             | 52  | 38 | 15 | 7  | 16 | 51 | 53 | -2   |
| 9    | Grenoble Foot 38 P     | 50  | 38 | 13 | 11 | 14 | 41 | 45 | -4   |
| 10   | Clermont Foot 63       | 48  | 38 | 11 | 15 | 12 | 44 | 36 | +8   |
| 11   | LB Châteauroux         | 48  | 38 | 11 | 15 | 12 | 37 | 42 | -5   |
| 12   | Chamois Niortais FC    | 47  | 38 | 11 | 14 | 13 | 34 | 41 | -7   |
| 13   | Valenciennes FC        | 43  | 38 | 11 | 10 | 17 | 52 | 61 | -9   |
| 14   | AS Nancy-Lorraine      | 42  | 38 | 12 | 6  | 20 | 36 | 50 | -14  |
| 15   | AJ Auxerre             | 41  | 38 | 10 | 11 | 17 | 34 | 36 | -2   |
| 16   | FC Sochaux-Montbéliard | 41  | 38 | 11 | 8  | 19 | 27 | 43 | -16  |
| 17   | AC Ajaccio             | 40  | 38 | 9  | 13 | 16 | 29 | 45 | -16  |
| 18   | GFC Ajaccio            | 39  | 38 | 9  | 12 | 17 | 30 | 54 | -24  |
| 19   | AS Béziers P           | 38  | 38 | 9  | 11 | 18 | 33 | 50 | -17  |
| 20   | Red Star FC P          | 30  | 38 | 7  | 9  | 22 | 28 | 58 | -30  |

Promotions et relégations
- Promotion en Ligue 1 2019-2020
- Barrages de promotion en Ligue 1
- Barrages de relégation en National
- Relégation en National 2019-2020

Abréviations
- P : Promu de National 2017-2018
- R : Relégué de Ligue 1 2017-2018

#### Meilleurs buteurs
Ce tableau regroupe l'ensemble des buteurs de l'AJ Auxerre en Ligue 2.
Mis à jour le 13 juin 2019 après la fin de la saison.
| Pl. | Buteur               | But inscrit |
| --- | -------------------- | ----------- |
| 1   | Daniel Mancini       | 4           |
| -   | Rémy Dugimont        | 4           |
| -   | Mohamed Yattara      | 4           |
| -   | Romain Philippoteaux | 4           |
| 5   | Yanis Merdji         | 3           |
| -   | Jordan Adéoti        | 3           |
| -   | Lamine Fomba         | 3           |
| 8   | Kenji-Van Boto       | 2           |
| -   | Carlens Arcus        | 2           |
| 10  | Julien Féret         | 1           |
| -   | Michaël Barreto      | 1           |
| -   | Mickaël Tacalfred    | 1           |

#### Meilleurs passeurs
Ce tableau regroupe l'ensemble des passeurs décisifs de l'AJ Auxerre en Ligue 2.
Mis à jour le 13 juin 2019 après la fin de la saison.
| Pl. | Buteur                | Passe décisive |
| --- | --------------------- | -------------- |
| 1   | Romain Philippoteaux  | 4              |
| 2   | Julien Féret          | 3              |
| -   | Kenji-Van Boto        | 3              |
| -   | Daniel Mancini        | 3              |
| -   | Mohamed Yattara       | 2              |
| 6   | Billy Ketkeophomphone | 1              |
| -   | Yanis Merdji          | 1              |
| -   | Michaël Barreto       | 1              |

### Coupe de France
L'AJ Auxerre entre en lice au 7e tour qui se déroule le samedi 17 novembre 2018 contre Angoulême Charente FC, pensionnaire de National 3.
| 7e tour                       | Angoulême Charente FC (N3)     | 1 - 0             | AJ Auxerre                                            |                                                                                       |                                                                                       |
| Samedi 17 novembre 2018 19:00 | Mogès 35e                      | (1 - 0)           |                                                       | Stade Camille-Lebon, Soyaux Spectateurs : Environ 3 000 Arbitrage : Sofien Benchabane | Stade Camille-Lebon, Soyaux Spectateurs : Environ 3 000 Arbitrage : Sofien Benchabane |
| Samedi 17 novembre 2018 19:00 | Gasparotto 23e · Dorangeon 67e | Rapport lyonne.fr | 21e Dugimont · 60e Mancini · 71e Bizet · 86e Marcelin | Stade Camille-Lebon, Soyaux Spectateurs : Environ 3 000 Arbitrage : Sofien Benchabane | Stade Camille-Lebon, Soyaux Spectateurs : Environ 3 000 Arbitrage : Sofien Benchabane |

### Coupe de la Ligue
L'AJ Auxerre entre en lice au 1er tour qui se déroule le mardi 14 août 2018 contre le Gazélec FC Ajaccio.
| 1er tour                 | AJ Auxerre                              | 3 - 1   | Gazélec FC Ajaccio        |                                                                                    |                                                                                    |
| Mardi 14 août 2018 20:00 | Mancini 40e · Mancini 49e · Bizet 90+3e | (1 - 1) | 45+1e (pen.) Gomis        | Stade de l'Abbé-Deschamps, Auxerre Spectateurs : 4 454 Arbitrage : Sylvain Palhies | Stade de l'Abbé-Deschamps, Auxerre Spectateurs : 4 454 Arbitrage : Sylvain Palhies |
| Mardi 14 août 2018 20:00 | Arcus 45e · Goujon 68e                  | Rapport | 7e Medfai · 67e Campanini | Stade de l'Abbé-Deschamps, Auxerre Spectateurs : 4 454 Arbitrage : Sylvain Palhies | Stade de l'Abbé-Deschamps, Auxerre Spectateurs : 4 454 Arbitrage : Sylvain Palhies |

| 2e tour                  | AJ Auxerre                   | 2 - 1   | LB Châteauroux                             | | |
| Mardi 28 août 2018 20:00 | Souprayen 38e · Marcelin 54e | (1 - 1) | 22e Diarra                                 | Stade de l'Abbé-Deschamps, Auxerre Spectateurs : 4 281 Diffuseur : Foot+ Arbitrage : William Lavis | Stade de l'Abbé-Deschamps, Auxerre Spectateurs : 4 281 Diffuseur : Foot+ Arbitrage : William Lavis |
| Mardi 28 août 2018 20:00 | Mancini 61e · Laiton 87e     | Rapport | 35e Mandanne · 84e Merghem · 90+3e Boukari | Stade de l'Abbé-Deschamps, Auxerre Spectateurs : 4 281 Diffuseur : Foot+ Arbitrage : William Lavis | Stade de l'Abbé-Deschamps, Auxerre Spectateurs : 4 281 Diffuseur : Foot+ Arbitrage : William Lavis |

| 16e de finale                  | OGC Nice                            | 3 - 2   | AJ Auxerre                           |                                                                                                   |                                                                                                   |
| Mercredi 31 octobre 2018 18:45 | Maolida 16e · Walter 41e 80e (pen.) | (2 - 0) | 56e Dugimont · 82e Philippoteaux     | Allianz Riviera, Nice Spectateurs : 15 701 Diffuseur : Canal+ Sport Arbitrage : Bartolomeu Varela | Allianz Riviera, Nice Spectateurs : 15 701 Diffuseur : Canal+ Sport Arbitrage : Bartolomeu Varela |
| Mercredi 31 octobre 2018 18:45 |                                     | Rapport | 22e Ba · 87e Marcelin · 90+4e Adéoti | Allianz Riviera, Nice Spectateurs : 15 701 Diffuseur : Canal+ Sport Arbitrage : Bartolomeu Varela | Allianz Riviera, Nice Spectateurs : 15 701 Diffuseur : Canal+ Sport Arbitrage : Bartolomeu Varela |

#### Meilleurs buteurs
Ce tableau regroupe l'ensemble des buteurs de l'AJ Auxerre en Coupe de la Ligue.
Mis à jour le 1er novembre 2018 après les 16e de finale.
| Pl. | Buteur               | But inscrit |
| --- | -------------------- | ----------- |
| 1   | Daniel Mancini       | 2           |
| 2   | Nathan Bizet         | 1           |
| -   | Samuel Souprayen     | 1           |
| -   | Jean Marcelin        | 1           |
| -   | Rémy Dugimont        | 1           |
| -   | Romain Philippoteaux | 1           |

### Statistiques

#### Affluence
Affluence de l'AJA à domicile cette saison

#### Meilleurs buteurs
Ce tableau regroupe l'ensemble des buteurs de l'AJ Auxerre.
Mis à jour le 13 juin 2019 après la fin de la saison.
| Pl. | Buteur               | L2 | CDF | CDL | Total |
| --- | -------------------- | -- | --- | --- | ----- |
| 1   | Daniel Mancini       | 4  | 0   | 2   | 6     |
| 2   | Rémy Dugimont        | 4  | 0   | 1   | 5     |
| -   | Romain Philippoteaux | 4  | 0   | 1   | 5     |
| 4   | Mohamed Yattara      | 4  | 0   | 0   | 4     |
| 5   | Yanis Merdji         | 3  | 0   | 0   | 3     |
| -   | Jordan Adéoti        | 3  | 0   | 0   | 3     |
| -   | Lamine Fomba         | 3  | 0   | 0   | 3     |
| 8   | Kenji-Van Boto       | 2  | 0   | 0   | 2     |
| -   | Carlens Arcus        | 2  | 0   | 0   | 2     |
| 10  | Julien Féret         | 1  | 0   | 0   | 1     |
| -   | Michaël Barreto      | 1  | 0   | 0   | 1     |
| -   | Mickaël Tacalfred    | 1  | 0   | 0   | 1     |
| -   | Nathan Bizet         | 0  | 0   | 1   | 1     |
| -   | Samuel Souprayen     | 0  | 0   | 1   | 1     |
| -   | Jean Marcelin        | 0  | 0   | 1   | 1     |

## Autres équipes

### Centre de formation

#### Équipe réserve

##### National 3
La réserve de l'AJ Auxerre évolue en National 3 dans le groupe de la Bourgogne-Franche-Comté.
| Journée    | Date     | Horaire | Domicile                    | Résultat | Extérieur                   |
| ---------- | -------- | ------- | --------------------------- | -------- | --------------------------- |
| Journée 1  | 18/08/18 | 18h00   | FC Morteau-Montlebon        | 2 - 0    | AJ Auxerre rés.             |
| Journée 2  | 25/08/18 | 16h00   | AJ Auxerre rés.             | 0 - 0    | FC Montceau Bourgogne       |
| Journée 3  | 01/09/18 | 18h30   | FC Grandvillars             | 0 - 1    | AJ Auxerre rés.             |
| Journée 4  | 08/09/18 | 18h00   | AJ Auxerre rés.             | 2 - 1    | CO Avallon                  |
| Journée 5  | 22/09/18 | 18h00   | Besançon Football           | 0 - 1    | AJ Auxerre rés.             |
| Journée 6  | 06/09/18 | 19h00   | AJ Auxerre rés.             | 4 - 0    | US Charitoise               |
| Journée 7  | 20/10/18 | 18h30   | Jura Dolois Football        | 0 - 3    | AJ Auxerre rés.             |
| Journée 8  | 03/11/18 | 16h00   | AJ Auxerre rés.             | 2 - 2    | Louhans-Cuiseaux FC         |
| Journée 9  | 10/11/18 | 18h00   | FC Gueugnon                 | 0 - 2    | AJ Auxerre rés.             |
| Journée 10 | 24/11/18 | 15h00   | AJ Auxerre rés.             | 0 - 0    | FC Sochaux-Montbéliard rés. |
| Journée 11 | 01/12/18 | 18h00   | AJ Auxerre rés.             | 1 - 1    | Dijon FCO rés.              |
| Journée 12 | 15/12/18 | 18h00   | Racing Besançon             | 2 - 1    | AJ Auxerre rés.             |
| Journée 13 | 12/01/19 | 18h00   | AJ Auxerre rés.             | 1 - 1    | Is-Selongey Football        |
| Journée 14 | 09/02/19 | 18h00   | FC Montceau Bourgogne       | 1 - 1    | AJ Auxerre rés.             |
| Journée 16 | 17/02/19 | 14h30   | CO Avallon                  | 2 - 8    | AJ Auxerre rés.             |
| Journée 15 | 23/02/19 | 18h00   | AJ Auxerre rés.             | 4 - 1    | FC Grandvillars             |
| Journée 17 | 02/03/19 | 18h00   | AJ Auxerre rés.             | 1 - 1    | Besançon Football           |
| Journée 18 | 17/03/19 | 14h30   | US Charitoise               | 2 - 3    | AJ Auxerre rés.             |
| Journée 19 | 23/03/19 | 18h00   | AJ Auxerre rés.             | 1 - 1    | Jura Dolois Football        |
| Journée 20 | 06/04/19 | 18h00   | Louhans-Cuiseaux FC         | 2 - 1    | AJ Auxerre rés.             |
| Journée 21 | 13/04/19 | 18h00   | AJ Auxerre rés.             | 1 - 0    | FC Gueugnon                 |
| Journée 22 | 20/04/19 | 16h00   | FC Sochaux-Montbéliard rés. | 2 - 4    | AJ Auxerre rés.             |
| Journée 23 | 04/05/19 | 18h00   | Dijon FCO rés.              | 0 - 1    | AJ Auxerre rés.             |
| Journée 24 | 11/05/19 | 18h00   | AJ Auxerre rés.             | 4 - 0    | Racing Besançon             |
| Journée 25 | 18/05/19 | 18h00   | Is-Selongey Football        | 1 - 2    | AJ Auxerre rés.             |
| Journée 26 | 25/05/19 | 18h00   | AJ Auxerre rés.             | 2 - 0    | FC Morteau-Montlebon        |

| Rang | Équipe                      | Pts | J  | G  | N  | P  | Bp | Bc | Diff |
| ---- | --------------------------- | --- | -- | -- | -- | -- | -- | -- | ---- |
| 1    | Dijon FCO rés.              | 60  | 26 | 19 | 3  | 4  | 60 | 26 | +34  |
| 2    | Louhans-Cuiseaux FC         | 56  | 26 | 17 | 5  | 4  | 66 | 32 | +34  |
| 3    | AJ Auxerroise rés.          | 53  | 26 | 15 | 8  | 3  | 51 | 22 | +29  |
| 4    | Besançon Football           | 49  | 26 | 13 | 10 | 3  | 37 | 17 | +20  |
| 5    | FC Montceau Bourgogne R     | 46  | 26 | 13 | 7  | 6  | 47 | 32 | +15  |
| 6    | FC Gueugnon                 | 39  | 26 | 10 | 9  | 7  | 27 | 23 | +4   |
| 7    | Jura Dolois Football        | 38  | 26 | 10 | 8  | 8  | 43 | 36 | +7   |
| 8    | FC Sochaux-Montbéliard rés. | 29  | 26 | 6  | 11 | 9  | 29 | 34 | -5   |
| 9    | Is-Selongey Football        | 26  | 26 | 6  | 8  | 12 | 40 | 47 | -7   |
| 10   | FC Morteau-Montlebon P      | 24  | 26 | 5  | 10 | 11 | 24 | 41 | -17  |
| 11   | Racing Besançon             | 21  | 26 | 5  | 6  | 15 | 29 | 46 | -17  |
| 12   | US Charitoise P             | 20  | 26 | 5  | 8  | 13 | 30 | 55 | -25  |
| 13   | CO Avallonais               | 13  | 26 | 3  | 7  | 16 | 27 | 58 | -31  |
| 14   | FC Grandvillars P           | 12  | 26 | 2  | 6  | 18 | 31 | 72 | -41  |

|  | Promu en National 2. |
|  | Relégué sous conditions. |
|  | Relégué en Régional 1. |
|  | R Relégué de National 2. P Promu de Régional 1. Pts points ; G victoires ; N match nuls ; P défaites Bp buts marqués ; Bc buts encaissés ; Diff différence de buts |

#### Équipe U19

##### Gambardella
L'équipe des moins de 19 ans de l'AJ Auxerre entre en lice lors du 1er tour fédéral qui se déroule le dimanche 16 décembre 2018.
| 1er tour fédéral              | Avoine Olympique Chinon Cinais | 0 - 11  | AJ Auxerre |                              |                              |
| Samedi 15 décembre 2018 17:00 |                                | (0 - 6) |            | Stade Marcel Vignaud, Avoine | Stade Marcel Vignaud, Avoine |

| 32e de finale                  | Bobigny Académie | 0 - 2   | AJ Auxerre |                             |                             |
| Dimanche 13 janvier 2019 14:30 |                  | (0 - 2) |            | Stade Henri Wallon, Bobigny | Stade Henri Wallon, Bobigny |

| 16e de finale                 | AJ Auxerre        | 3 - 3 3 - 4 t. a. b. | AS Saint-Étienne |                                               |                                               |
| Dimanche 3 février 2019 14:30 |                   | (2 - 1)              |                  | Stade de l'Abbé-Deschamps (annexe 3), Auxerre | Stade de l'Abbé-Deschamps (annexe 3), Auxerre |
| Dimanche 3 février 2019 14:30 | Tirs au but 3 - 4 |                      |                  | Stade de l'Abbé-Deschamps (annexe 3), Auxerre | Stade de l'Abbé-Deschamps (annexe 3), Auxerre |

### Équipe féminine
Après le partenariat avec le Stade Auxerrois bouclé en mai 2018, l'AJ Auxerre aligne pour la première fois une équipe dans les championnats féminins de football.

#### Régional 2
L'équipe féminine évolue en Régional 2 dans la Ligue de Bourgogne-Franche-Comté.

##### Phase automne
L'équipe évolue dans le groupe A lors de la phase automne.
| Journée   | Date     | Horaire                           | Domicile                          | Résultat                          | Extérieur                         |
| --------- | -------- | --------------------------------- | --------------------------------- | --------------------------------- | --------------------------------- |
| Journée 1 | 14/09/18 | 20h00                             | AJ Auxerre/Stade Auxerrois rés.   | 1 - 5                             | AJ Auxerre/Stade Auxerrois        |
| Journée 2 | 23/09/18 | 15h00                             | AJ Auxerre/Stade Auxerrois        | 5 - 1                             | JS Montchanin Odra                |
| Journée 3 | 07/10/18 | AJ Auxerre/Stade Auxerrois exempt | AJ Auxerre/Stade Auxerrois exempt | AJ Auxerre/Stade Auxerrois exempt | AJ Auxerre/Stade Auxerrois exempt |
| Journée 4 | 14/10/18 | 15h00                             | AJ Auxerre/Stade Auxerrois        | 1 - 2                             | Dijon FCO Féminin rés.            |
| Journée 5 | 28/10/18 | 10h00                             | CSP Charmoy                       | 0 - 4                             | AJ Auxerre/Stade Auxerrois        |
| Journée 6 | 11/11/18 | 12h00                             | AS Châtenoy rés.                  | 1 - 3                             | AJ Auxerre/Stade Auxerrois        |
| Journée 7 | 18/11/18 | 14h30                             | AJ Auxerre/Stade Auxerrois        | 7 - 0                             | Dijon Université                  |
| Journée 9 | Forfait  | Forfait                           | AJ Auxerre/Stade Auxerrois        | 3 - 0                             | RC Flacé Mâcon                    |
| Journée 8 | 09/12/18 | 14h30                             | US Blanzy Féminines 71            | 0 - 4                             | AJ Auxerre/Stade Auxerrois        |

| Rang | Équipe                          | Pts | J | G | N | P | Bp | Bc | Diff |
| ---- | ------------------------------- | --- | - | - | - | - | -- | -- | ---- |
| 1    | Dijon FCO Féminin rés.          | 24  | 8 | 8 | 0 | 0 | 67 | 2  | +65  |
| 2    | AJ Auxerre/Stade Auxerrois      | 21  | 8 | 7 | 0 | 1 | 32 | 5  | +27  |
| 3    | AJ Auxerre/Stade Auxerrois rés. | 15  | 8 | 5 | 0 | 3 | 12 | 18 | -6   |
| 4    | CSP Charmoy                     | 13  | 8 | 4 | 1 | 3 | 17 | 21 | -4   |
| 5    | JS Montchanin Odra              | 10  | 8 | 3 | 1 | 4 | 16 | 24 | -8   |
| 5    | AS Châtenoy rés.                | 10  | 8 | 3 | 1 | 4 | 10 | 19 | -9   |
| 7    | RC Flacé Mâcon                  | 7   | 8 | 2 | 2 | 3 | 12 | 25 | -13  |
| 8    | US Blanzy Féminines 71          | 3   | 8 | 1 | 0 | 7 | 5  | 29 | -24  |
| 9    | Dijon Université                | 1   | 8 | 0 | 1 | 7 | 1  | 29 | -28  |

|  | Qualification en Régional 2 phase printemps.                                                                       |
|  | Relégation en Régional 3 phase printemps.                                                                          |
|  | Pts points ; G victoires ; N match nuls ; P défaites Bp buts marqués ; Bc buts encaissés ; Diff différence de buts |

##### Phase printemps
L'équipe évolue dans le groupe B lors de la phase printemps.
| Journée    | Date     | Horaire | Domicile                   | Résultat | Extérieur                  |
| ---------- | -------- | ------- | -------------------------- | -------- | -------------------------- |
| Journée 1  | 10/03/19 | 15h00   | AJ Auxerre/Stade Auxerrois | 7 - 0    | Besançon Football          |
| Journée 2  | 24/03/19 | 15h00   | AJ Auxerre/Stade Auxerrois | 7 - 0    | AS Beure                   |
| Journée 3  | 31/03/19 | 15h00   | AS Méziré-Fesches          | 0 - 5    | AJ Auxerre/Stade Auxerrois |
| Journée 4  | 07/04/19 | 15h00   | RC Lons-le-Saunier         | 0 - 11   | AJ Auxerre/Stade Auxerrois |
| Journée 5  | 14/04/19 | 15h00   | CA Pontarlier              | 3 - 5    | AJ Auxerre/Stade Auxerrois |
| Journée 6  | 28/04/19 | 15h00   | AJ Auxerre/Stade Auxerrois | 18 - 0   | RC Lons-le-Saunier         |
| Journée 7  | 05/05/19 | 15h00   | AS Beure                   | 0 - 5    | AJ Auxerre/Stade Auxerrois |
| Journée 8  | Forfait  | Forfait | AJ Auxerre/Stade Auxerrois | 3 - 0    | CA Pontarlier              |
| Journée 9  | 26/05/19 | 15h00   | AJ Auxerre/Stade Auxerrois | 10 - 1   | AS Méziré-Fesches          |
| Journée 10 | Forfait  | Forfait | Besançon Football          | 0 - 3    | AJ Auxerre/Stade Auxerrois |

| Rang | Équipe                     | Pts | J  | G  | N | P | Bp | Bc | Diff |
| ---- | -------------------------- | --- | -- | -- | - | - | -- | -- | ---- |
| 1    | AJ Auxerre/Stade Auxerrois | 30  | 10 | 10 | 0 | 0 | 74 | 4  | +70  |
| 2    | CA Pontarlier              | 17  | 10 | 6  | 0 | 4 | 33 | 17 | +16  |
| 3    | AS Méziré-Fesches          | 16  | 10 | 5  | 2 | 3 | 30 | 25 | +5   |
| 4    | AS Beure                   | 15  | 10 | 4  | 3 | 3 | 24 | 27 | -3   |
| 5    | RC Lons-le-Saunier         | 3   | 10 | 1  | 0 | 9 | 11 | 74 | -63  |
| 5    | Besançon Football          | 2   | 10 | 1  | 1 | 8 | 11 | 36 | -25  |

|  | Promotion en Régional 1                                                                                            |
|  | Pts points ; G victoires ; N match nuls ; P défaites Bp buts marqués ; Bc buts encaissés ; Diff différence de buts |

#### Coupe de France
L'AJ Auxerre/Stade Auxerrois entre en lice au tour cadrage de la Ligue de Bourgogne-Franche-Comté en Coupe de France féminine.
| Tour de cadrage                 | AJ Auxerre/Stade Auxerrois | 8 - 0 | ALC Longvic (R2) |                                               |                                               |
| Dimanche 9 septembre 2018 15:00 |                            |       |                  | Stade de l'Abbé-Deschamps (annexe 3), Auxerre | Stade de l'Abbé-Deschamps (annexe 3), Auxerre |

| 1er tour                         | US Blanzy Féminines 71 (R2) | 0 - 2 | AJ Auxerre/Stade Auxerrois |                                  |                                  |
| Dimanche 30 septembre 2018 15:00 |                             |       |                            | Stade Saint-Denis, Bourbon-Lancy | Stade Saint-Denis, Bourbon-Lancy |

| 2e tour                        | AJ Auxerre/Stade Auxerrois | 11 - 0 | Jura Dolois Football (R2) |                                               |                                               |
| Dimanche 21 octobre 2018 15:00 |                            |        |                           | Stade de l'Abbé-Deschamps (annexe 3), Auxerre | Stade de l'Abbé-Deschamps (annexe 3), Auxerre |

| Finale régionale               | Bresse Jura Foot (R2) | 1 - 4 | AJ Auxerre/Stade Auxerrois |                                 |                                 |
| Dimanche 4 novembre 2018 14:30 |                       |       |                            | Stade Jean Perrodin, Bletterans | Stade Jean Perrodin, Bletterans |

| 1er tour fédéral                | AJ Auxerre/Stade Auxerrois | 0 - 2 | AS Musau Strasbourg (R1) |                                               |                                               |
| Dimanche 25 novembre 2018 14:30 |                            |       |                          | Stade de l'Abbé-Deschamps (annexe 3), Auxerre | Stade de l'Abbé-Deschamps (annexe 3), Auxerre |

#### Site officiel de l'AJ Auxerre
1. 1 2  « Pros : Reprise le 19 juin ! », site de l'AJ Auxerre, 4 juin 2018. Consulté le 5 juin 2018.
2. ↑  « OFFICIEL : Sangaré transféré à Giresunspor », site de l'AJ Auxerre, 28 juin 2018. Consulté le 28 juin 2018.
3. ↑  « OFFICIEL : François-Xavier Fumu Tamuzo prêté à QRM », site de l'AJ Auxerre, 28 juin 2018. Consulté le 28 juin 2018.
4. ↑  « OFFICIEL : Evan Ndicka transféré à l’Eintracht Francfort », site de l'AJ Auxerre, 5 juillet 2018. Consulté le 5 juillet 2018.
5. ↑  « OFFICIEL : Carlens Arcus est Auxerrois ! », site de l'AJ Auxerre, 20 juin 2018. Consulté le 21 juin 2018.
6. ↑  « OFFICIEL : L’AJA recrute François Bellugou ! », site de l'AJ Auxerre, 19 juin 2018. Consulté le 19 juin 2018.
7. ↑  « OFFICIEL : L’AJ Auxerre engage Yanis Merdji ! », site de l'AJ Auxerre, 12 juin 2018. Consulté le 12 juin 2018.
8. ↑  « OFFICIEL : Daniel Mancini prêté à l’AJA ! », site de l'AJ Auxerre, 29 juin 2018. Consulté le 29 juin 2018.
9. 1 2  « Officiel : Julien Féret est Auxerrois ! », site de l'AJ Auxerre, 10 août 2018. Consulté le 12 août 2018.
10. 1 2  « Officiel : Rémy Dugimont est Auxerrois ! », site de l'AJ Auxerre, 13 août 2018. Consulté le 13 août 2018.
11. ↑  « Officiel : Samuel Souprayen est Auxerrois ! », site de l'AJ Auxerre, 17 août 2018. Consulté le 17 août 2018.
12. 1 2  « Mathieu MICHEL et Billy KETKEOPHOMPHONE rejoignent l’AJA, Zacharie BOUCHER prêté. », site de l'AJ Auxerre, 1er septembre 2018. Consulté le 1er septembre 2018.
13. ↑  « PL’AJA s’associe au Stade Auxerrois pour le foot féminin », site de l'AJ Auxerre, 5 mai 2018. Consulté le 6 novembre 2018.

#### L'Yonne républicaine
1. ↑  « Ivan Firer quitte l'AJ Auxerre », site de L'Yonne Républicaine, 21 juin 2018. Consulté le 21 juin 2018.
2. ↑  « Mercato, résultats : ce qu'il faut retenir de l'actu sportive icaunaise de ce samedi 11 août », site de l'L'Yonne Républicaine, 11 août 2018. Consulté le 12 août 2018.
3. ↑  « Cantonné à la réserve depuis le début de la saison, le milieu défensif Abdoulaye Sissako (20 ans) a résilié son contrat à l'AJA et s'est engagé à La Berrichonne de Châteauroux. », twitter de L'Yonne Républicaine, 4 septembre 2018. Consulté le 4 septembre 2018.
4. ↑  « Westberg : "Je me suis régalé à l'AJA" », site de L'Yonne Républicaine, 2 mars 2019. Consulté le 13 juin 2019.
5. ↑  « Un joueur chinois va s'engager avec l'AJA », site de L'Yonne Républicaine, 31 janvier 2019. Consulté le 13 juin 2019.

#### L'Équipe
1. ↑  « Ludovic Obraniak arrête sa carrière », site de L'Équipe, 4 octobre 2018. Consulté le 9 octobre 2018.
2. ↑  « Carlens Arcus va s'engager 4 ans avec Auxerre », site de L'Équipe, 13 mai 2018. Consulté le 6 juillet 2018.

#### Autres
1. ↑  « #Mercato - Le club recrute Alexandre Vincent », site du Stade Lavallois, 25 juillet 2018. Consulté le 25 juillet 2018.
2. ↑  « Florian Ayé, deuxième recrue », site du Clermont Foot, 7 juin 2018. Consulté le 7 juin 2018.
3. ↑  (tr) « Giresunspor’a Hoşgeldin Ibrahim Sangaré! », twitter du Giresunspor, 28 juin 2018. Consulté le 28 juin 2018.
4. ↑  (de) « Zwei Neue für die Eintracht », site de l'Eintracht Francfort, 5 juillet 2018. Consulté le 5 juillet 2018.
5. 1 2  « Brahim Konaté aux Chamois », site des Chamois Niortais, 14 août 2018. Consulté le 14 août 2018.
6. ↑  « Officiel : Deux nouveaux joueurs au Mans FC », site du Mans FC, 30 août 2018. Consulté le 30 août 2018.
7. ↑  « Mercato SCO :  Zacharie Boucher, gardien de but de l’AJA, devient scoïste », twitter du Angers SCO, 31 août 2018. Consulté le 31 août 2018.
8. ↑  « François Bellugou (Troyes) à Auxerre », site de France Football, 1er juin 2018. Consulté le 6 juillet 2018.
9. ↑  « Effectif pro », sur aja.fr (consulté le 19 octobre 2017)
10. ↑  Seule la nationalité sportive est indiquée. Un joueur peut avoir plusieurs nationalités mais n'a le droit de jouer que pour une seule sélection nationale.
11. ↑  Seule la sélection la plus importante est indiquée.
12. ↑  Les 10e, 11e et 12e places peuvent être synonyme de relégation en Ligue régionale en fonction des résultats des clubs issus de la région Bourgogne-Franche-Comté en National 2.